# 労働契約法
労働契約法（ろうどうけいやくほう、平成19年12月5日法律第128号）は、労働契約に関する基本的な事項に関する法律で、民法に対する特別法である。
2007年（平成19年）12月5日公布、2008年（平成20年）3月1日施行。
労働基準法が、最低労働基準を定め、罰則をもってこれの履行を担保しているのに対し、本法は個別労働関係紛争を解決するための私法領域の法律である。民法の特別法としての位置づけとしての性格を持つため、履行確保のための労働基準監督官による監督・指導は行われず、刑事罰の定めもない。また行政指導の対象ともならない。
厚生労働省労働基準局労働関係法課が所管し、法務省民事局民事第一課と連携して執行にあたる。

## 目的
法制定の背景として、就業形態が多様化し、労働者の労働条件が個別に決定され、又は変更される場合が増加するとともに、個別労働関係紛争が増加していることがある。しかしながら、日本においては、最低労働基準については労働基準法に規定されているが、個別労働関係紛争を解決するための労働契約に関する民事的なルールについては、民法及び個別の法律において部分的に規定されているのみであり、体系的な成文法は存在していなかった。このため、個別労働関係紛争が生じた場合には、それぞれの事案の判例が蓄積されて形成された判例法理を当てはめて判断することが一般的となっていたが、このような判例法理による解決は、必ずしも予測可能性が高いとは言えず、また、判例法理は労働者及び使用者の多くにとって十分には知られていないものであった。
個別労働関係紛争の解決のための手段としては、裁判制度に加え、平成13年10月から個別労働関係紛争解決制度が、平成18年4月から労働審判制度が施行されるなど、手続面における整備が進んできた。このような中、個別の労働関係の安定に資するため、労働契約に関する民事的なルールの必要性が一層高まり、今般、労働契約の基本的な理念及び労働契約に共通する原則や、判例法理に沿った労働契約の内容の決定及び変更に関する民事的なルール等を一つの体系としてまとめるべく、労働契約法が制定された。労働契約法の制定により、労働契約における権利義務関係を確定させる法的根拠が示され、労働契約に関する民事的なルールが明らかになり、労働者及び使用者にとって予測可能性が高まるとともに、労働者及び使用者が法によって示された民事的なルールに沿った合理的な行動をとることが促されることを通じて、個別労働関係紛争が防止され、労働者の保護を図りつつ、個別の労働関係の安定に資することが期待されるものである（平成24年8月10日基発0810第2号）。

## 定義
- 「労働者」の範囲の判断は労働基準法とほぼ同じであり、労務提供の形態や報酬の労務対償性及びこれらに関連する諸要素を勘案して総合的に判断し、使用従属関係が認められるか否かにより判断される。契約形態が請負、委任又は非典型契約で労務を提供する者であっても、契約形式にとらわれず実態として使用従属関係が認められる場合には、「労働者」に該当するものである。なお、労働契約法では家事使用人を適用除外としていない点で労働基準法とは異なる。
- 「使用者」の指すところは労働基準法では「事業主」に相当するものであり（例えば個人企業の場合はその企業主個人を、会社その他の法人組織の場合はその法人そのものをいい、会社の代表者を指すわけではない）、労働基準法上の「使用者」よりも範囲が狭い。
- 「賃金」は、労働基準法第11条でいう「賃金」と同義である（平成24年8月10日基発0810第2号）。

## 労働契約の原則
第3条には、労働契約の5原則が掲げられている。
労使対等の原則
労働基準法2条1項と同趣旨である。
均衡考慮の原則
これには、就業の実態が異なる、いわゆる正社員と多様な正社員との間の均衡も含まれる。
仕事と生活の調和への配慮の原則
これには、いわゆる正社員と多様な正社員との間の転換にもこの原則は及ぶ。
信義誠実の原則
民法1条2項、労働基準法2条2項と同趣旨である。
権利濫用の禁止の原則
民法1条3項と同趣旨である。なお、第14条から16条までに権利濫用を禁止する規定があるが、権利濫用禁止原則はこの規定以外の場面においても適用される。
勤務地・職務・勤務時間の限定についても、この確認事項に含まれる。これは、労働契約は、労働契約の締結当事者である労働者及び使用者の合意のみにより成立する契約（諾成契約）であるが、契約内容について労働者が十分理解しないまま労働契約を締結又は変更し、後にその契約内容について労働者と使用者との間において認識の齟齬が生じ、これが原因となって個別労働関係紛争が生じているところである。労働契約の内容である労働条件については、労働基準法第15条により締結時における明示が義務付けられているが、個別労働関係紛争を防止するためには、同項により義務付けられている場面以外においても、労働契約の締結当事者である労働者及び使用者が契約内容について自覚することにより、契約内容があいまいなまま労働契約関係が継続することのないようにすることが重要である。このため、第4条において、労働契約の内容の理解の促進について規定したものである。「労働者の理解を深めるようにする」については、一律に定まるものではないが、例えば、労働契約締結時又は労働契約締結後において就業環境や労働条件が大きく変わる場面において、使用者がそれを説明し又は労働者の求めに応じて誠実に回答すること、労働条件等の変更が行われずとも、労働者が就業規則に記載されている労働条件について説明を求めた場合に使用者がその内容を説明すること等が考えられるもので（平成24年8月10日基発0810第2号）。労働基準法15条は労働契約「締結時」のみの適用であるが、第4条は労働契約の締結前において使用者が提示した労働条件について説明等をする場面や、労働契約が締結または変更されて継続している間の各場面が広く含まれる。

## 安全配慮義務
通常の場合、労働者は、使用者の指定した場所に配置され、使用者の供給する設備、器具等を用いて労働に従事するものであることから、判例（陸上自衛隊事件、最判昭和50年2月25日民集29巻2号143頁。川義事件、最判昭和59年4月10日民集38巻6号557頁）において、労働契約の内容として具体的に定めずとも、労働契約に伴い信義則上当然に、使用者は、労働者を危険から保護するよう配慮すべき安全配慮義務を負っているものとされているが、これは、民法等の規定からは明らかになっていないところである。このため、第5条において、使用者は当然に安全配慮義務を負うことを規定したものであること（平成24年8月10日基発0810第2号）。
- 「生命、身体等の安全」には、心身の健康も含まれるものであること（平成24年8月10日基発0810第2号）。
  - 長時間労働については、企業は労働者の長時間労働を抑制する措置をとることが要請されており、その際、現実に労働者が長時間労働を行っていることを認識し、あるいは容易に認識可能であったにもかかわらず、長時間労働による災害から労働者を守るための適切な措置をとらないことによって災害が発生すれば、安全配慮義務に違反したと評価されることは当然のことである（大庄ほか事件、最判平成25年9月24日）。
  - 精神的健康（いわゆるメンタルヘルス）に関する情報においては、労働者本人からの積極的な申告が期待しがたいことを前提としたうえで、必要に応じてその業務を軽減するなど労働者の心身の健康への配慮に努める必要がある（東芝うつ事件、最判平成26年3月24日）。
- 「必要な配慮」とは、一律に定まるものではなく、使用者に特定の措置を求めるものではないが、労働者の職種、労務内容、労務提供場所等の具体的な状況に応じて、必要な配慮をすることが求められるものであること。なお、労働安全衛生法をはじめとする労働安全衛生関係法令においては、事業主の講ずべき具体的な措置が規定されているところであり、これらは当然に遵守されなければならないものであること（平成24年8月10日基発0810第2号）。

## 合意の原則
いずれも「合意の原則」に従うべき旨が規定されている。なお、書面の交付自体は、労働契約法上、労働契約成立の要件とはされていない。

### 合意の原則と就業規則
日本においては、個別に締結される労働契約では詳細な労働条件は定められず、就業規則によって統一的に労働条件を設定することが広く行われている。また、労働契約関係は、一定程度長期にわたる継続的な契約関係であるのが通常であり、社会経済情勢の変化を始めとする契約当事者を取り巻く事情の変化に応じて、当初取り決めた労働契約の内容を統一的に変更する必要が生じる場合があることから、就業規則の変更により労働契約の内容である労働条件を変更することが広く行われてきたところである。
この就業規則の法的性質については、判例（秋北バス事件、最判昭和43年12月25日民集22巻13号3459頁）において、判例法理として確立しているものであるが（就業規則#法的性質を参照）、就業規則に労働契約における権利義務関係を確定させる法的効果を認める法的根拠が成文法上は存在せず、どのような場合に就業規則による労働条件の変更が有効に認められるのかについての予測可能性は必ずしも高くない状況にあった。そこで労働契約と就業規則の関係について、
- 労働契約の成立に際しては「労働者及び使用者が労働契約を締結する場合において、使用者が合理的な労働条件が定められている就業規則を労働者に周知させていた場合には、労働契約の内容は、その就業規則で定める労働条件によるものとする。ただし、労働契約において、労働者及び使用者が就業規則の内容と異なる労働条件を合意していた部分については、第12条に該当する場合を除き、この限りでない」（第7条）とし、周知させた就業規則は、原則として個別の労働契約に優先する。
  - 第7条は、労働契約において労働条件を詳細に定めずに労働者が就職した場合において、「合理的な労働条件が定められている就業規則」であること及び「就業規則を労働者に周知させていた」ことという要件を満たしている場合には、就業規則で定める労働条件が労働契約の内容を補充し、「労働契約の内容は、その就業規則で定める労働条件による」という法的効果が生じることを規定したものである。これは、労働契約の成立についての合意はあるものの、労働条件は詳細に定めていない場合であっても、就業規則で定める労働条件によって労働契約の内容を補充することにより、労働契約の内容を確定するものである。第7条は労働契約の成立場面について適用されるものであり、既に労働者と使用者との間で労働契約が締結されているが就業規則は存在しない事業場において新たに就業規則を制定した場合については適用されない。また、就業規則が存在する事業場で使用者が就業規則の変更を行った場合については、第10条の問題となる（平成24年8月10日基発0810第2号）。
  - 第7条の「周知」は、労働基準法第106条及び労働基準法施行規則第52条の2により法定された方法に限定されるものではなく、実質的に判断されるものである。「労働者に周知させていた」は、その事業場の労働者及び新たに労働契約を締結する労働者に対してあらかじめ周知させていなければならないものであり、新たに労働契約を締結する労働者については、労働契約の締結と同時である場合も含まれるものである（平成24年8月10日基発0810第2号）。
- 労働契約の変更に際しては「使用者は、労働者と合意することなく、就業規則を変更することにより、労働者の不利益に労働契約の内容である労働条件を変更することはできない」（第9条）とするが、「使用者が就業規則の変更により労働条件を変更する場合において、変更後の就業規則を労働者に周知させ、かつ、就業規則の変更が、「労働者の受ける不利益の程度」「労働条件の変更の必要性」「変更後の就業規則の内容の相当性」「労働組合等との交渉の状況」その他の就業規則の変更に係る事情に照らして合理的なものであるときは、労働契約の内容である労働条件は、当該変更後の就業規則に定めるところによるものとする」（第10条）とする。つまり、就業規則に定められている労働条件を労働者の不利益に改定する場合であっても、その合意に際して就業規則の変更が必要とされることを除き、異なるものではない。ここでいう「変更」には、就業規則の中に現に存在する条項を改廃することのほか、条項を新設することも含まれる。
  - 「労働者の受ける不利益の程度、労働条件の変更の必要性、変更後の就業規則の内容の相当性、労働組合等との交渉の状況」は、就業規則の変更が合理的なものであるか否かを判断するに当たっての考慮要素として例示したものであり、個別具体的な事案に応じて、これらの考慮要素に該当する事実を含め就業規則の変更に係る諸事情が総合的に考慮され、合理性判断が行われることとなる。合理性判断の考慮要素としては、従来の判例法理（第四銀行事件、最判平成9年2月28日）を踏襲している（平成24年8月10日基発0810第2号）。就業規則の変更が「合理的」なものであるという評価を基礎付ける事実についての主張立証責任は、従来どおり、使用者側が負う。
  - 「労働組合等」には、労働者の過半数で組織する労働組合その他の多数労働組合や事業場の過半数を代表する労働者のほか、少数労働組合や、労働者で構成されその意思を代表する親睦団体等労働者の意思を代表するものが広く含まれる（平成24年8月10日基発0810第2号）。
  - 使用者が提示した労働条件の変更が賃金や退職金に関するものである場合には、当該変更を受け入れる旨の労働者の行為があるとしても、労働者が使用者に使用されてその指揮命令に服すべき立場に置かれており、自らの意思決定の基礎となる情報を収集する能力にも限界があることに照らせば、当該行為をもって直ちに労働者の同意があったものとみるのは相当でなく、当該変更に対する労働者の同意の有無についての判断は慎重にされるべきである。そうすると、就業規則に定められた賃金や退職金に関する労働条件の変更に対する労働者の同意の有無については、当該変更を受け入れる旨の労働者の行為の有無だけでなく、当該変更により労働者にもたらされる不利益の内容及び程度、労働者により当該行為がされるに至った経緯及びその態様、当該行為に先立つ労働者への情報提供又は説明の内容等に照らして、当該行為が労働者の自由な意思に基づいてされたものと認めるに足りる合理的な理由が客観的に存在するか否かという観点からも、判断されるべきものと解するのが相当である（山梨県民信用組合事件、最判平成28年2月19日）。

その部分については、改めて労働者と合意しない限り、就業規則の変更によって労働者の不利益に変更することはできない。

## 権利の濫用
判例（日本食塩製造事件、最判昭和50年4月25日）で確立している、いわゆる解雇権濫用法理を法律上明定したものである。国際労働機関158号条約に対応する。
ここでいう「出向」とは、いわゆる在籍型出向をいう（いわゆる「移籍型出向」は、そもそも業務命令になじまない）。「使用者が労働者に出向を命ずることができる場合において」とは、労働契約を締結することにより直ちに使用者が出向を命ずることができるものではなく、どのような場合に使用者が出向を命ずることができるのかについては、個別具体的な事案に応じて判断されるものである。なお、これらの要件を満たしている限り、対象労働者個別の同意を得ること自体は不要とされている。
ここでいう「懲戒」は、労働基準法89条9号でいう「制裁」と同義であり、当該事業場に懲戒の定めがある場合には、その種類および程度について就業規則に記載することが義務付けられる。

## 期間の定めのある労働契約
期間の定めのある労働契約（有期労働契約）の反復更新により、期間の定めのない労働契約と実質的に異ならない状態で存在している場合、雇い止めが客観的に合理的な理由を欠き、社会通念上相当であると認められない場合は有期労働契約が更新されたものとみなされる。
有期契約労働者の実態をみると、契約期間中の雇用保障を期待している者が多くみられるところである。この契約期間中の雇用保障に関しては、民法第628条において、「当事者が雇用の期間を定めた場合であっても、やむを得ない事由があるときは、各当事者は、直ちに契約の解除をすることができる」ことが規定されているが、「やむを得ない事由があるとき」に該当しない場合の取扱いについては、同条の規定からは明らかでない。このため、第17条1項において、「やむを得ない事由があるとき」に該当しない場合は解雇することができないことを明らかにしたものである（平成24年8月10日基発0810第2号）。
- 「やむを得ない事由」があるか否かは、個別具体的な事案に応じて判断されるものであるが、契約期間は労働者及び使用者が合意により決定したものであり、遵守されるべきものであることから、「やむを得ない事由」があると認められる場合は、解雇権濫用法理における「客観的に合理的な理由を欠き、社会通念上相当であると認められない場合」以外の場合よりも狭いと解されるものである。契約期間中であっても一定の事由により解雇することができる旨を労働者及び使用者が合意していた場合であっても、当該事由に該当することをもって「やむを得ない事由」があると認められるものではなく、実際に行われた解雇について「やむを得ない事由」があるか否かが個別具体的な事案に応じて判断される。第17条1項は、「解雇することができない」旨を規定したものであることから、使用者が有期労働契約の契約期間中に労働者を解雇しようとする場合の根拠規定になるものではなく、使用者が当該解雇をしようとする場合には、従来どおり、民法第628条が根拠規定となるものであり、「やむを得ない事由」があるという評価を基礎付ける事実についての主張立証責任は、使用者側が負うものである（平成24年8月10日基発0810第2号）。

有期労働契約については、短期間の契約が反復更新された後に雇止めされることによる紛争がみられるところであるが、短期間の有期労働契約を反復更新するのではなく、当初からその有期契約労働者を使用しようとする期間を契約期間とする等により全体として契約期間が長期化することは、雇止めに関する紛争の端緒となる契約更新の回数そのものを減少させ、紛争の防止に資するものである。「その労働契約により労働者を使用する目的に照らして、必要以上に短い期間」に該当するか否かは、個別具体的な事案に応じて判断されるものであり、第17条2項は、契約期間を特定の長さ以上の期間とすることまでを求めているものではない（平成24年8月10日基発0810第2号）。
最高裁判所判決で確立している、いわゆる雇止め法理（1.については東芝柳町工場事件（最判昭和49年7月22日）、2.については日立メディコ事件（最判昭和61年12月4日））の内容や適用範囲を変更することなく規定したものである。 
1. 当該有期労働契約が過去に反復して更新されたことがあるものであって、その契約期間の満了時に当該有期労働契約を更新しないことにより当該有期労働契約を終了させることが、期間の定めのない労働契約を締結している労働者に解雇の意思表示をすることにより当該期間の定めのない労働契約を終了させることと社会通念上同視できると認められること。
2. 当該労働者において当該有期労働契約の契約期間の満了時に当該有期労働契約が更新されるものと期待することについて合理的な理由があるものであると認められること。
  - これらの要件に該当するか否かは、これまでの裁判例と同様、当該雇用の臨時性・常用性、更新の回数、雇用の通算期間、契約期間管理の状況、雇用継続の期待をもたせる使用者の言動の有無などを総合考慮して、個々の事案ごとに判断される。2．の「満了時」における合理的期待の有無は、最初の有期労働契約の締結時から雇止めされた有期労働契約の満了時までの間におけるあらゆる事情が総合的に勘案される。したがって、いったん、労働者が雇用継続への合理的な期待を抱いていたにもかかわらず、当該有期労働契約の契約期間の満了前に使用者が更新年数や更新回数の上限などを一方的に宣言したとしても、そのことのみをもって直ちに2．の該当性が否定されることにはならない（平成24年8月10日基発0810第2号）。
  - 「更新の申込み」及び「締結の申込み」は、要式行為ではなく、使用者による雇止めの意思表示に対して、労働者による何らかの反対の意思表示が使用者に伝わるものでもよい。また、雇止めの効力について紛争となった場合における「更新の申込み」又は「締結の申込み」をしたことの主張・立証については、労働者が雇止めに異議があることが、例えば、訴訟の提起、紛争調整機関への申立て、団体交渉等によって使用者に直接又は間接に伝えられたことを概括的に主張立証すればよい（平成24年8月10日基発0810第2号）。

### 期間の定めがあることによる不合理な労働条件の禁止
有期労働契約を締結している労働者の労働契約の内容である労働条件が、期間の定めがあることにより同一の使用者と期間の定めのない労働契約を締結している労働者の労働契約の内容である労働条件と相違する場合においては、当該労働条件の相違は、労働者の業務の内容及び当該業務に伴う責任の程度（職務の内容）、当該職務の内容及び配置の変更の範囲その他の事情を考慮して、不合理と認められるものであってはならない（旧第20条）。有期契約労働者については、無期契約労働者と比較して、雇止めの不安があることによって合理的な労働条件の決定が行われにくいことや、処遇に対する不満が多く指摘されていることを踏まえ、有期労働契約の労働条件を設定する際のルールを法律上明確化したものである。なお2020年（令和2年）4月の改正法施行により、パートタイム労働法に有期労働契約労働者の均等待遇規定が組み込まれたことから第20条は削除されたが、経過措置として2021年（令和3年）3月31日までは一定規模以下の中小事業主には第20条が適用された。
- 「労働者の業務の内容及び当該業務に伴う責任の程度」は、労働者が従事している業務の内容及び当該業務に伴う責任の程度を、「当該職務の内容及び配置の変更の範囲」は、今後の見込みも含め、転勤、昇進といった人事異動や本人の役割の変化等（配置の変更を伴わない職務の内容の変更を含む。）の有無や範囲を指すものであること。「その他の事情」は、合理的な労使の慣行などの諸事情が想定されるものである。例えば、定年後に有期労働契約で継続雇用された労働者の労働条件が定年前の他の無期契約労働者の労働条件と相違することについては、定年の前後で職務の内容、当該職務の内容及び配置の変更の範囲等が変更されることが一般的であることを考慮すれば、特段の事情がない限り不合理と認められないと解されるものである（平成24年8月10日基発0810第2号）。
- 不合理性の判断は、有期契約労働者と無期契約労働者との間の労働条件の相違について、職務の内容、当該職務の内容及び配置の変更の範囲その他の事情を考慮して、個々の労働条件ごとに判断されるものであること。とりわけ、通勤手当、食堂の利用、安全管理などについて労働条件を相違させることは、職務の内容、当該職務の内容及び配置の変更の範囲その他の事情を考慮して特段の理由がない限り合理的とは認められないと解されるものである（平成24年8月10日基発0810第2号）。
- 第20条は民事的効力のある規定であり、第20条により不合理とされた労働条件の定めは無効となり、故意・過失による権利侵害、すなわち不法行為として損害賠償が認められ得ると解される。また、第20条により、無効とされた労働条件については、基本的には、無期契約労働者と同じ労働条件が認められる（平成24年8月10日基発0810第2号）。
- 旧第20条は、有期労働契約者の労働条件が期間の定めがあることにより同一の使用者と無期労働契約を締結している労働者の労働条件と相違する場合においては、当該労働条件の相違は、労働者の業務の内容及び当該業務に伴う責任の程度（以下、「職務の内容」という。）、当該職務の内容及び配置の変更の範囲その他の事情を考慮して、不合理と認められるものであってはならない旨を定めている。同条は、有期契約労働者については、無期労働契約者と比較して合理的な労働条件の決定が行われにくく、両者の労働条件の格差が問題となっていたこと等を踏まえ、有期契約労働者の公正な処遇を図るため、その労働条件につき、期間の定めがあることにより不合理なものとすることを禁止したものである。同条は、有期契約労働者と無期契約労働者との間で労働条件に相違があることを前提に、職務の内容、当該職務の内容及び配置の変更の範囲、その他の事情を考慮して、その相違が不合理と認められるものであってはならないとするものであり、職務の内容等の違いに応じた均衡のとれた処遇を求める規定である。旧第20条が「不合理と認められるものであってはならない」と規定していることや、その趣旨が有期契約労働者の公正な処遇を図ることにあること等に照らせば、同条の規定は私法上の効力を有するものと解するのが相当であり、有期契約労働者のうち同条に違反する労働条件の相違を設ける部分は無効である。もっとも、有期契約労働者と無期契約労働者との労働条件の相違が、第20条に違反する場合であっても、同条の効力により当該有期契約労働者の労働条件が比較対象とする無期契約労働者の労働条件と同一のものとなるわけではないと解するのが相当である。旧第20条でいう「期間の定めがあることにより」とは、有期契約労働者と無期契約労働者との労働条件の相違が期間の定めの有無に関連して生じたものであることをいうものと解するのが相当であり、「不合理と認められるもの」とは、有期契約労働者と無期契約労働者との労働条件の相違が不合理であると評価することができるものであることをいうと解するのが相当である。そのうえで、
  - 正社員は、出向を含む全国規模の広域異動の可能性があるほか、等級役職制度が設けられており、職務遂行能力に見合う等級役職への格付けを通じて、将来、中核人材として登用される可能性があるが、契約社員は、就業場所の変更や出向は予定されておらず、将来、中核人材として登用されることも予定されていない。これを前提に各手当の不合理性の要件を検証し、皆勤手当、無事故手当、作業手当、給食手当、通勤手当について正社員と契約社員との間で差異を設けることは「職務の内容によって両者の間に差異が生ずるものではない」として「不合理である」と判断、住宅手当について正社員と契約社員との間で差異を設けることは「正社員は転居を伴う配転が予定されているため、契約社員と比較して住宅に要する費用が多額となる」ことから「不合理にあたらない」と判断した（ハマキョウレックス事件、最判平成30年6月1日[3]）。
  - 定年後嘱託社員と正社員は、本件ではその業務の内容及び当該業務に伴う責任の程度に違いはなく、業務の都合により配置転換等を命じられることがある点でも違いはない。有期契約契約労働者と無期契約労働者との労働条件の相違が不合理と認められるものであるか否かを判断する際に考慮されることとなる事情は、労働者の職務内容及び変更範囲並びにこれらに関連する事情に限定されるものではない。定年制は、使用者が、その雇用する労働者の長期雇用や年功的処遇を前提としながら、人事の刷新等により組織運営の適正化を図るとともに、賃金コストを一定限度に抑制するための制度ということができる。定年制の下における無期契約労働者の賃金体系は、当該労働者を定年退職するまで長期間雇用することを前提に定められたものであることが少なくないと解される。これに対し、使用者が定年退職者を有期労働契約により再雇用する場合、当該者を長期間雇用することは通常予定されていない。また、定年退職後に再雇用される有期契約労働者は、定年退職するまでの間、無期契約労働者として賃金の支給を受けてきた者であり、一定の要件を満たせば老齢厚生年金の支給を受けることも予定されている。そして、このような事情は、定年退職後に再雇用される有期契約労働者の賃金体系の在り方を検討するに当たって、その基礎になるものであるということができる。有期契約労働者が定年退職後に再雇用された者であることは、当該有期契約労働者と無期契約労働者との労働条件の相違が不合理であると認められるものであるか否かの判断において、第20条にいう「その他の事情」として考慮されることとなる事情にあたると解するのが相当である。有期契約労働者と無期契約労働者との個々の賃金項目に係る労働条件の相違が不合理と認められるものであるか否かを判断するに当たっては、両者の賃金の総額を比較することのみによるのではなく、当該賃金項目の趣旨を個別に考慮すべきものと解するのが相当である。これを前提に各手当の不合理性の要件を検証し、精勤手当については「不合理である」と判断、超勤手当についても「嘱託社員に精勤手当を支給しないことは不合理と評価することができるものに当たり、正社員の超勤手当の計算の基礎に精勤手当が含まれているにもかかわらず、嘱託社員の時間外手当の計算の基礎に精勤手当が含まれていないという労働条件の相違は、不合理と評価することができる」と判断したが（本審は超勤手当の再計算をさせるために原審に差し戻し）、能率給・職務給、住宅手当、家族手当、役付手当、賞与について差異を設けることは「不合理にあたらない」と判断した（長澤運輸事件、最判平成30年6月1日[4]）。
- 従業員への各種手当（年末年始勤務手当、祝日給、扶養手当、病気休暇、夏期冬期休暇）について、無期契約労働者には支給する一方で、有期契約労働者に対しては支給しないことは「不合理な扱い」であると最高裁判決がなされた（日本郵便格差訴訟）。

### 無期転換申込権
有期労働契約については、契約期間の満了時に当該有期労働契約が更新されずに終了する場合がある一方で、労働契約が反復更新され、長期間にわたり雇用が継続する場合も少なくない。こうした中で、有期契約労働者については、雇止めの不安があることによって、年次有給休暇の取得など労働者としての正当な権利行使が抑制されるなどの問題が指摘されている。こうした有期労働契約の現状を踏まえ、無期転換ルールを設けることにより、有期労働契約の濫用的な利用を抑制し労働者の雇用の安定を図ることとしたものである。
- 「同一の使用者」は、労働契約を締結する法律上の主体が同一であることをいうものであり、したがって、事業場単位ではなく、労働契約締結の法律上の主体が法人であれば法人単位で、個人事業主であれば当該個人事業主単位で判断される。ただし、使用者が、就業実態が変わらないにもかかわらず、無期転換申込権の発生を免れる意図をもって、派遣形態や請負形態を偽装して、労働契約の当事者を形式的に他の使用者に切り替えた場合は、法を潜脱するものとして、通算契約期間の計算上「同一の使用者」との労働契約が継続していると解される。なお、派遣労働者の場合は、労働契約の締結の主体である派遣元事業主との有期労働契約について通算契約期間が計算される。
- 無期転換申込権は、「2以上の有期労働契約」の通算契約期間が5年を超える場合、すなわち更新が1回以上行われ、かつ、通算契約期間が5年を超えている場合に生じるものであること。したがって、労働基準法第14条1項の規定により一定の事業の完了に必要な期間を定めるものとして締結が認められている契約期間が5年を超える有期労働契約が締結されている場合、一度も更新がないときは、第18条1項の要件を満たすことにはならない。
- 無期転換申込権が発生する有期労働契約の締結以前に、無期転換申込権を行使しないことを更新の条件とする等有期契約労働者にあらかじめ無期転換申込権を放棄させることを認めることは、雇止めによって雇用を失うことを恐れる労働者に対して、使用者が無期転換申込権の放棄を強要する状況を招きかねず、第18条の趣旨を没却するものであり、こうした有期契約労働者の意思表示は、公序良俗に反し、無効と解される。
- 第18条1項による無期労働契約への転換は期間の定めのみを変更するものであるが、「別段の定め」をすることにより、期間の定め以外の労働条件を変更することは可能である。この「別段の定め」は、労働協約、就業規則及び個々の労働契約（無期労働契約への転換に当たり従前の有期労働契約から労働条件を変更することについての有期契約労働者と使用者との間の個別の合意）をいうものである。この場合、無期労働契約への転換に当たり、職務の内容などが変更されないにもかかわらず、無期転換後における労働条件を従前よりも低下させることは、無期転換を円滑に進める観点から望ましいものではない。なお、就業規則により別段の定めをする場合においては、第18条の規定が、第7条~第10条までに定められている就業規則法理を変更することになるものではない。
- 有期契約労働者が無期転換申込権を行使することにより、現に締結している有期労働契約の契約期間が満了する日の翌日から労務が提供される無期労働契約がその行使の時点で成立していることから、現に締結している有期労働契約の契約期間が満了する日をもって当該有期契約労働者との契約関係を終了させようとする使用者は、無期転換申込権の行使により成立した無期労働契約を解約（解雇）する必要があり、当該解雇が第16条に規定する「客観的に合理的な理由を欠き社会通念上相当であると認められない場合」には、権利濫用に該当するものとして無効となる。また、現に締結している有期労働契約の契約期間が満了する日前に使用者が当該有期契約労働者との契約関係を終了させようとする場合は、これに加えて、当該有期労働契約の契約期間中の解雇であり第17条1項の適用がある。なお、解雇については当然に労働基準法第20条の解雇予告等の規定の適用がある（平成24年8月10日基発0810第2号）。

法および厚生労働省令（「労働契約法第十八条第一項の通算契約期間に関する基準を定める省令」。平成24年厚生労働省令第148号）の規定により、同一の有期契約労働者と使用者との間で、所定の無契約期間を置いて有期労働契約が再度締結された場合であって、当該無契約期間の長さが所定の要件を満たすときは、当該無契約期間は空白期間に該当し、当該空白期間前に終了している全ての有期労働契約の契約期間は、第18条1項の通算契約期間に算入されない。
なお、第18条の規定については、経過措置として、改正施行日（2013年〈平成25年〉4月1日）以後の日を契約期間の初日とする期間の定めのある労働契約について適用し、当該施行日前の日が初日である期間の定めのある労働契約の契約期間は、同条1項に規定する通算契約期間には、算入しない（平成24年法律第56号附則2項）。

#### 特例規定
以下の者については、特例が設けられている。
1. 専門的知識等を有する有期雇用労働者（事業主との間で締結された有期労働契約の契約期間に当該事業主から支払われると見込まれる賃金の額を一年間当たりの賃金の額に換算した額が厚生労働省令で定める額以上である者に限る）であって、当該専門的知識等を必要とする業務（5年を超える一定の期間内に完了することが予定されているものに限る）に就くもの（専門的知識等を有する有期雇用労働者等に関する特別措置法2条3項1号）
  - 当該業務に就く期間は、無期転換申込権は発生しない（上限10年）。
  - 事業主は、労働者が自らの能力の維持向上を図る機会の付与等の適切な雇用管理を実施しなければならない。
2. 定年後に有期契約で継続雇用される高齢者（専門的知識等を有する有期雇用労働者等に関する特別措置法2条3項2号）
  - 定年後引き続き雇用されている期間については、無期転換申込権は発生しない。
  - 事業主は、労働者に対する配置、職務及び職場環境に関する配慮等の適切な雇用管理を実施しなければならない。
3. 科学技術に関する研究者又は技術者・研究開発等に係る運営管理に係る業務（専門的な知識及び能力を必要とするものに限る）に従事する者であって研究開発法人又は大学等を設置する者との間で有期労働契約を締結したもの、試験研究機関等、研究開発法人及び大学等以外の者が試験研究機関等、研究開発法人又は大学等との契約によりこれらと共同して行う研究開発等（共同研究開発等）の業務に専ら従事する科学技術に関する研究者又は技術者・共同研究開発等に係る運営管理に係る業務（専門的な知識及び能力を必要とするものに限る）に専ら従事する者であって当該試験研究機関等、研究開発法人及び大学等以外の者との間で有期労働契約を締結したもの（研究開発システムの改革の推進等による研究開発能力の強化及び研究開発等の効率的推進等に関する法律及び大学の教員等の任期に関する法律の一部を改正する法律15条の2）
  - これらの者については、無期転換申込権が発生する通算契約期間を「10年」とする特例が設けられている。

## 適用除外
国家公務員・地方公務員については本法の規定は適用されず（第22条1項）、別途、国家公務員法・地方公務員法等による。また、使用者が同居の親族のみを使用する場合の労働契約については適用しない（第22条2項）。船員法の規定を受ける船員については、第12条・第17条から20条までの規定は適用されない（第21条）。

## 歴史
- 2007年：福田康夫内閣にて成立。
- 2012年：民主党政権（第180回国会）にて改定。期間の定めがあることによる不合理な労働条件の禁止（第20条）が追加される。
- 2017年：第4次安倍内閣にて働き方改革関連法によって改定。第20条は短時間労働者の雇用管理の改善等に関する法律に移管される。